# Torrazzuolo
Il Torrazzuolo è una zona di protezione speciale e sito di importanza comunitaria della Rete Natura 2000 e un'area di riequilibrio ecologico situata nel comune di Nonantola, nella parte settentrionale della provincia di Modena.
L'area costituisce un importante esempio di ricostituzione boschiva di oltre 50 ettari. Attualmente vi si trova il bosco più esteso della pianura modenese, ubicato dove fino alla fine del XIX secolo esisteva lo storico bosco di Nonantola, con presenza di latifoglie quali farnia, frassino ossifillo, pioppo bianco, acero campestre, carpino bianco, ontano nero, salice bianco. All'interno dell'area sono presenti zone umide che creano un luogo di grande interesse per la conservazione della biodiversità in pianura. La zona è dotata di sentieri e capanni per l'osservazione dell'avifauna.

## Descrizione e caratteristiche

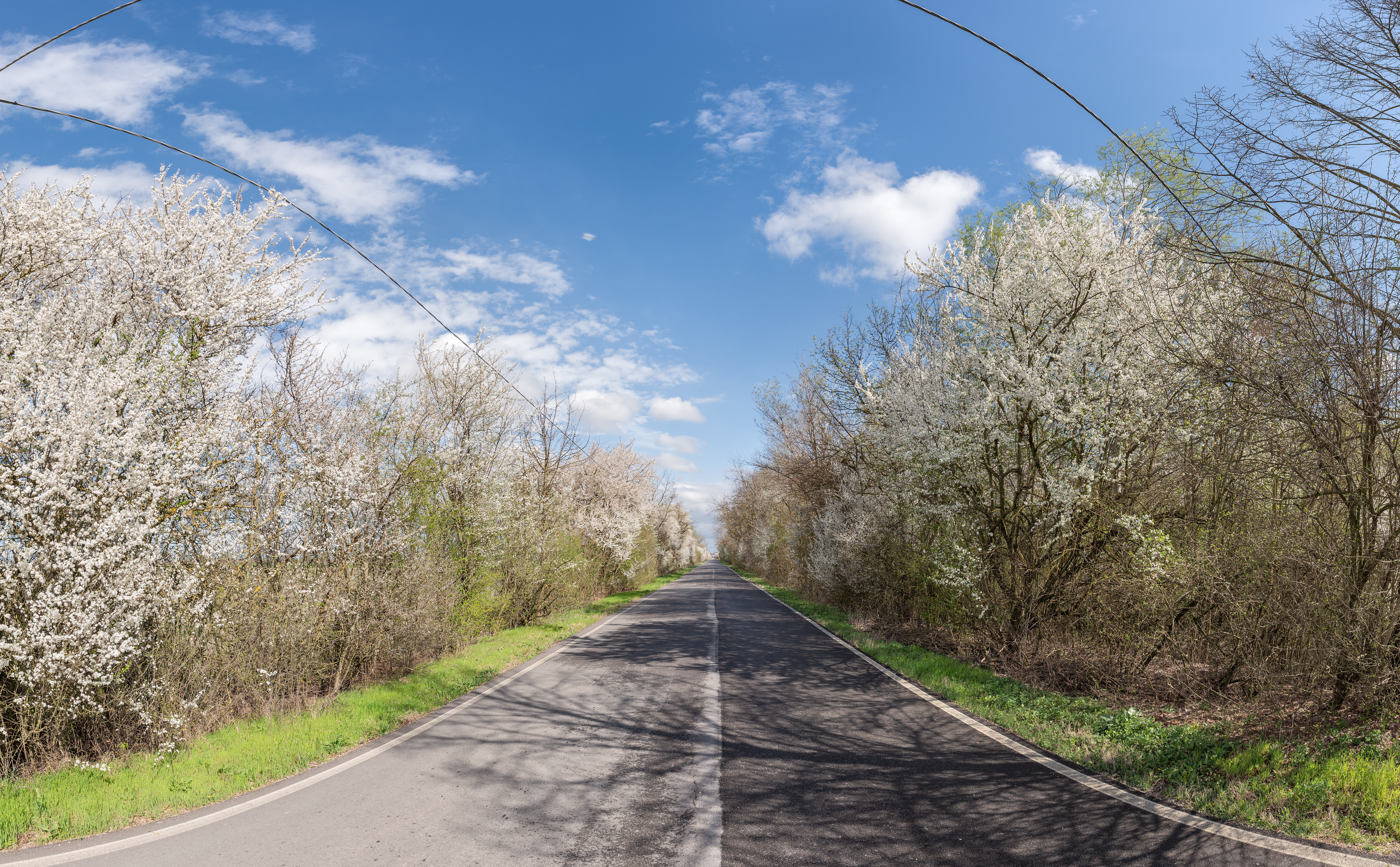
Via Due Torrioni

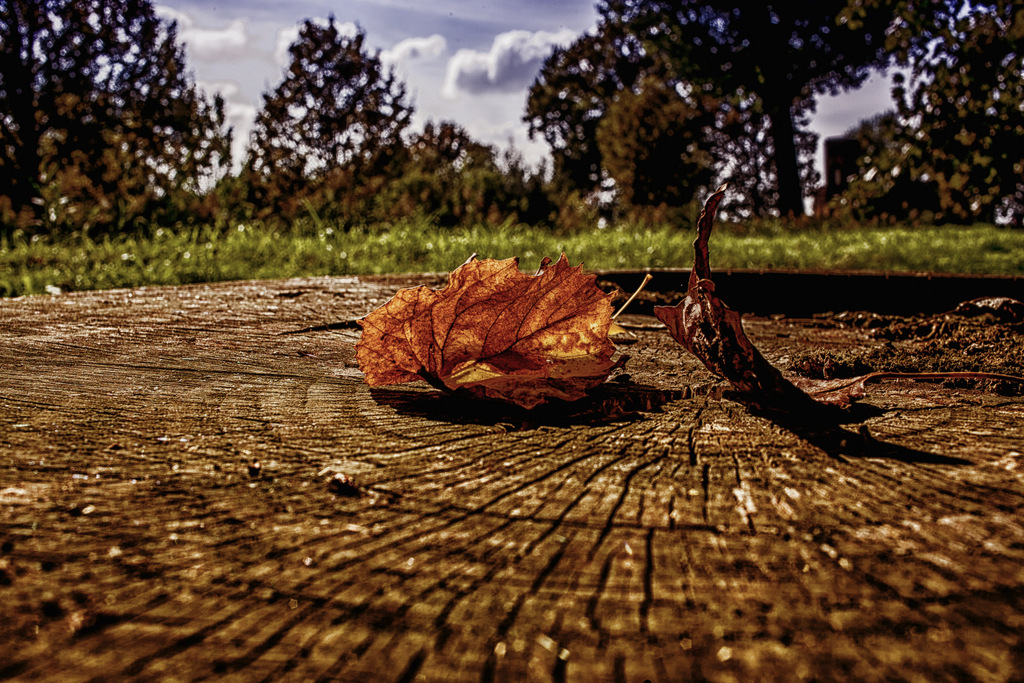
Scorcio d'autunno

Il sito è localizzato in un'area di pianura intensamente antropizzata, in prossimità del confine con i comuni di Crevalcore e Sant'Agata Bolognese (città metropolitana di Bologna) e si estende a ovest della confluenza del Canal Torbido con la Fossa Bosca e la Fossa Sorga.
Oltre al corso di canali e fosse, comprende un insieme di elementi naturali e seminaturali quali piccole zone umide ripristinate, rimboschimenti, un esteso reticolo di siepi e filari alberati, aree prative, circa 4 km di fossati artificiali realizzati entro o ai margini delle aree rimboschite, realizzati attraverso l'azione congiunta di Partecipanza agraria di Nonantola con le amministrazioni provinciale e comunale.
Flora e vegetazione attuali sono il risultato di insediamenti preesistenti, colonizzazione spontanea, gestione orientata dei livelli idrici e recenti interventi di rimboschimento volti a diversificare il paesaggio e incrementare la biodiversità ambientale. I rimboschimenti, realizzati a partire dal 1985, riguardano circa 50 ettari situati in gran parte presso l'area un tempo occupata dal Bosco della Partecipanza Agraria di Nonantola.
Il sito coincide con l'Area di riequilibrio ecologico Torrazzuolo istituita nel 2011, mentre il corpo principale del sito (87 ettari) include l'Oasi di protezione della fauna "Partecipanza".

## Fauna

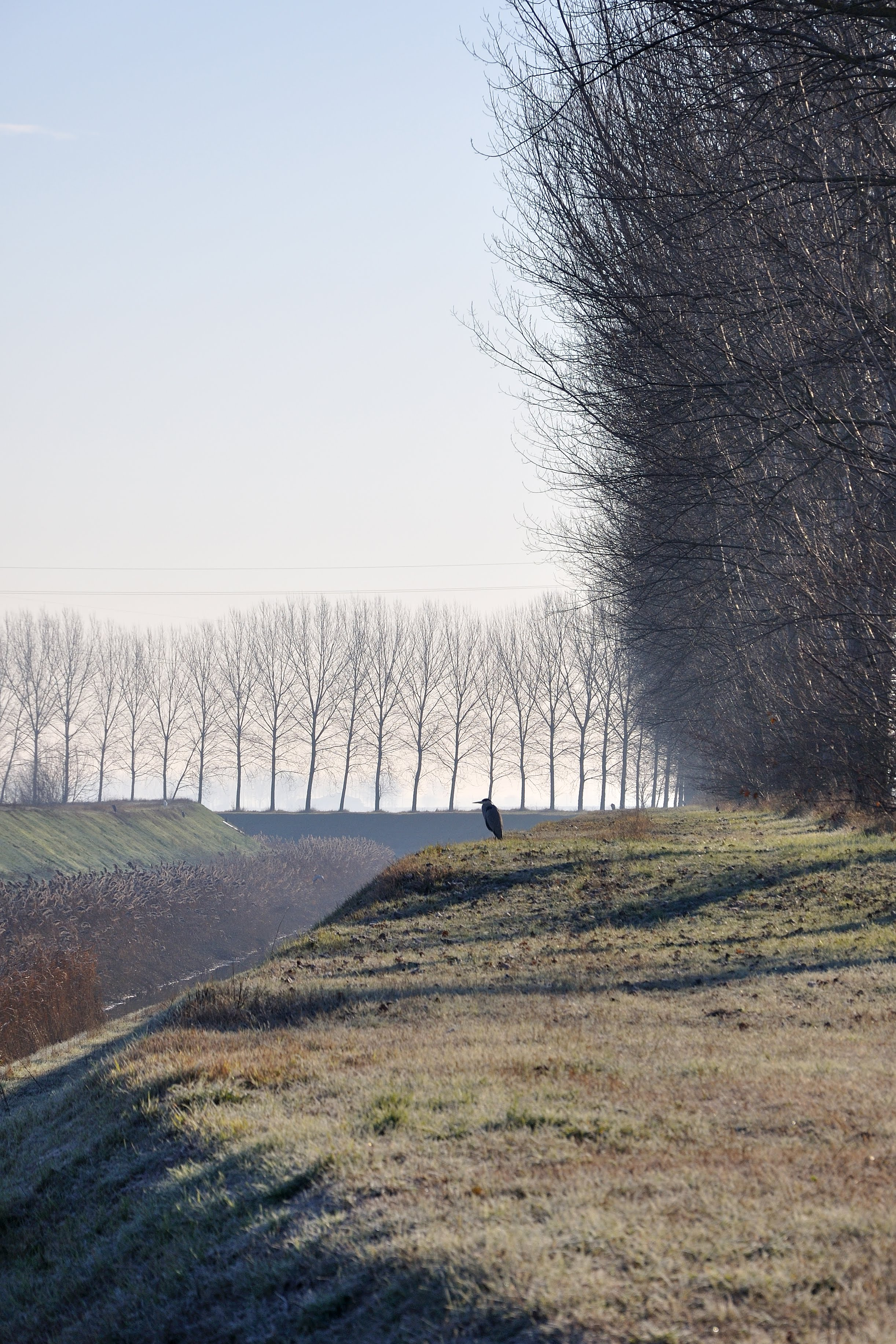
Airone

Il mosaico di ambienti e la particolare ricchezza di situazioni ecotonali favorisce la presenza nel sito di una ricca avifauna che conta numerose specie proprie delle zone umide, degli ambienti di macchia e delle zone coltivate estensivamente. Sono segnalate 21 specie di interesse comunitario, di cui cinque nidificanti: Tarabusino, Nitticora (presente una piccola garzaia di circa 20 coppie), Cavaliere d'Italia, Martin pescatore e Averla piccola; le altre specie di interesse comunitario sono prevalentemente acquatiche e presenti soprattutto in periodo post-riproduttivo e durante le migrazioni. Tra le specie nidificanti rare e/o minacciate a livello regionale figurano Marzaiola, Torcicollo, Topino e Pigliamosche.
Presenti diverse specie di Chirotteri, tra cui il Pipistrello albolimbato e l'Orecchione.
Tra i rettili, è segnalata la Tartaruga palustre europea, specie di interesse comunitario, con una popolazione in eccellente stato di conservazione. Degne di nota per l'abbondanza delle loro popolazioni sono anche Natrice tassellata, Natrice dal collare, Orbettino, Ramarro e Lucertola muraiola.
Tra gli anfibi, sono presenti il Tritone crestato Triturus carnifex, specie di interesse comunitario, Raganella italiana e Rospo smeraldino.

## Flora

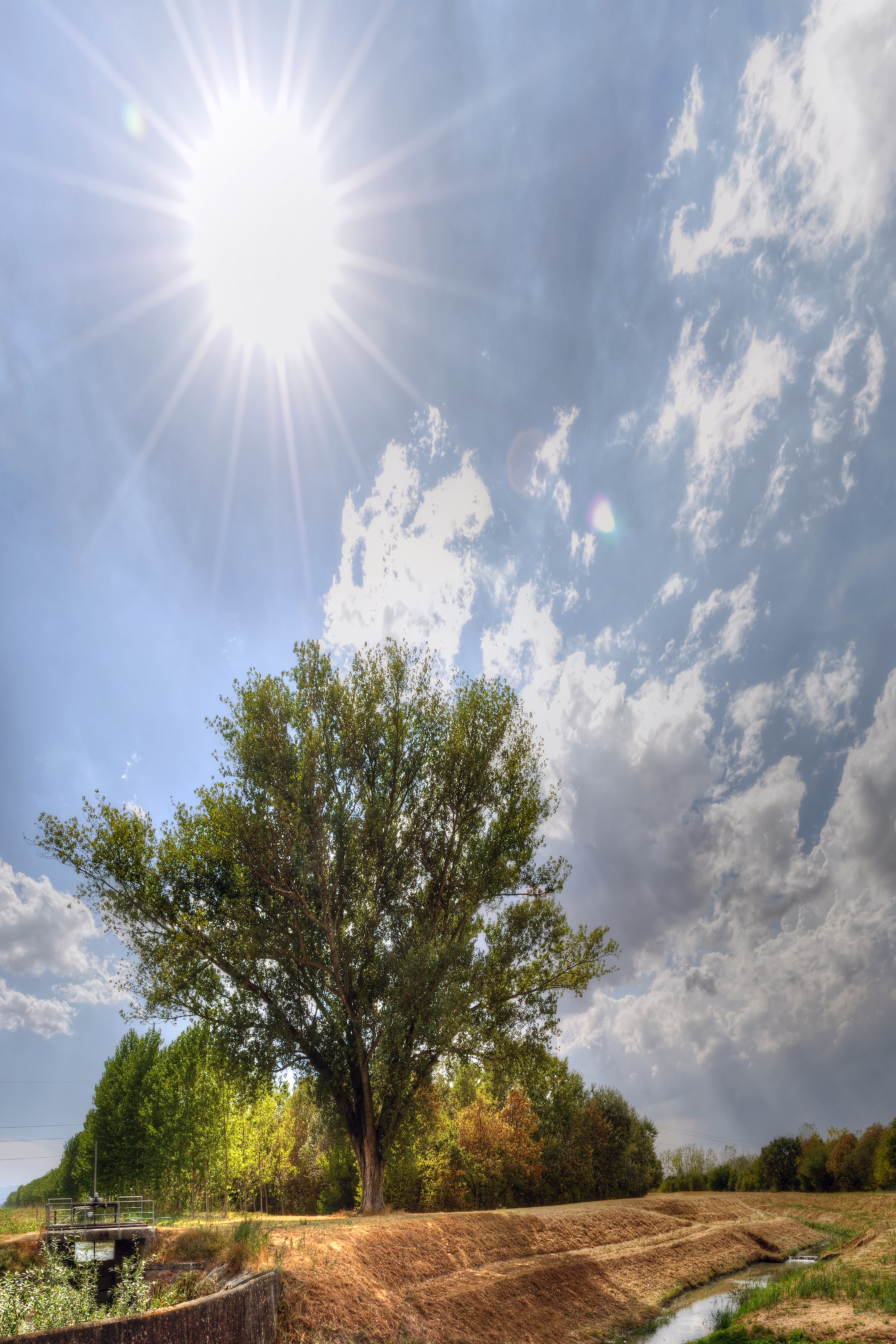
Pioppo nero monumentale

Cinque habitat di interesse comunitario coprono circa il 20% della superficie del sito: laghi eutrofici naturali con vegetazione del tipo Magnopotamion o Hydrocharition, vegetazione temporanea oligotrofica e nitrofila e un paio di tipo legnoso, boschivi ripariali di pianura, più due habitat di margini umidi elofitici a fragmiteti e magnocariceti.
Sulla punta orientale dell'area (via Imperiale) è presente un albero monumentale di pioppo nero, alto 36 metri e tronco con perimetro di 505 cm.